# Loch Lomond

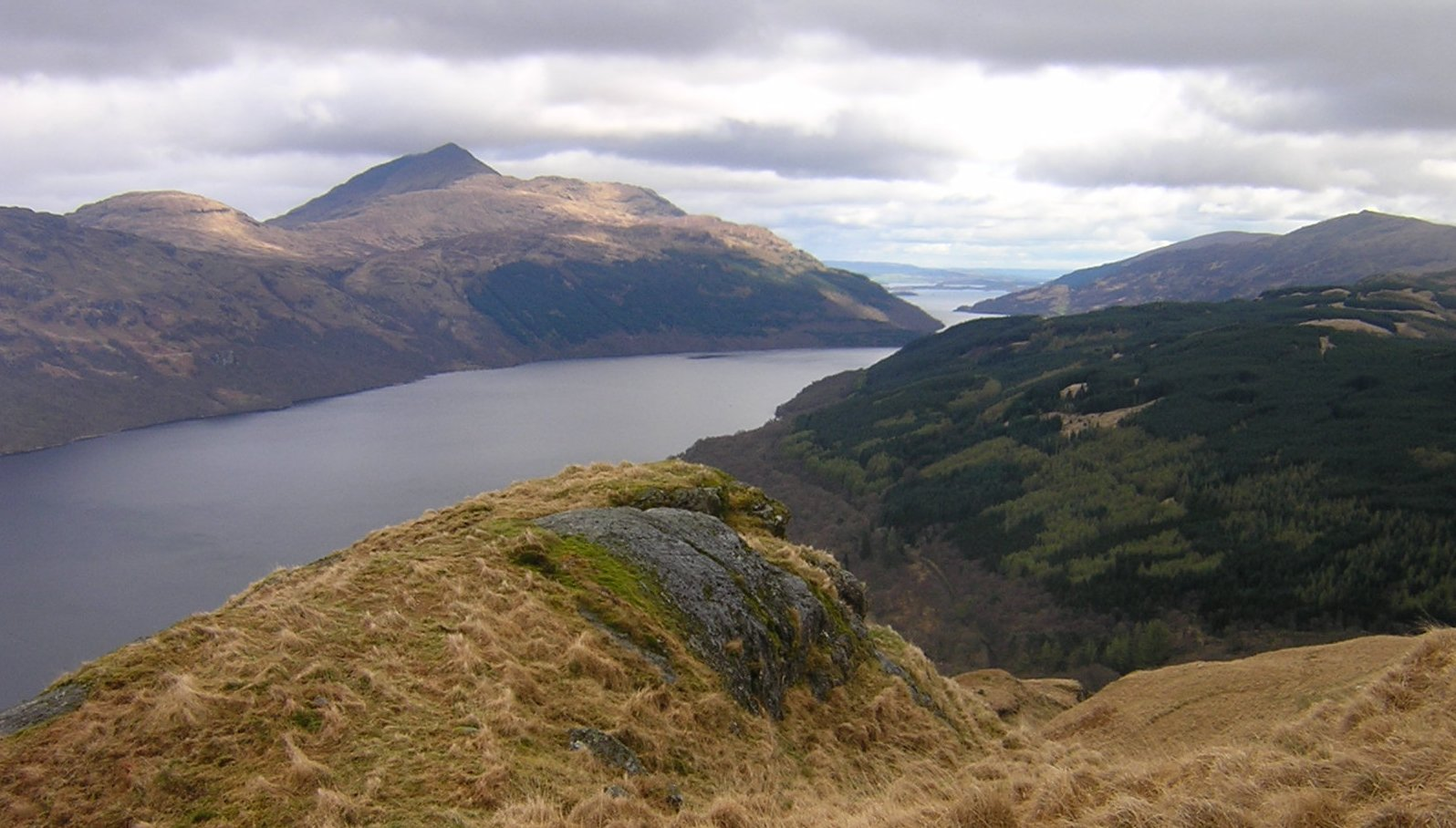
Il Loch Lomond

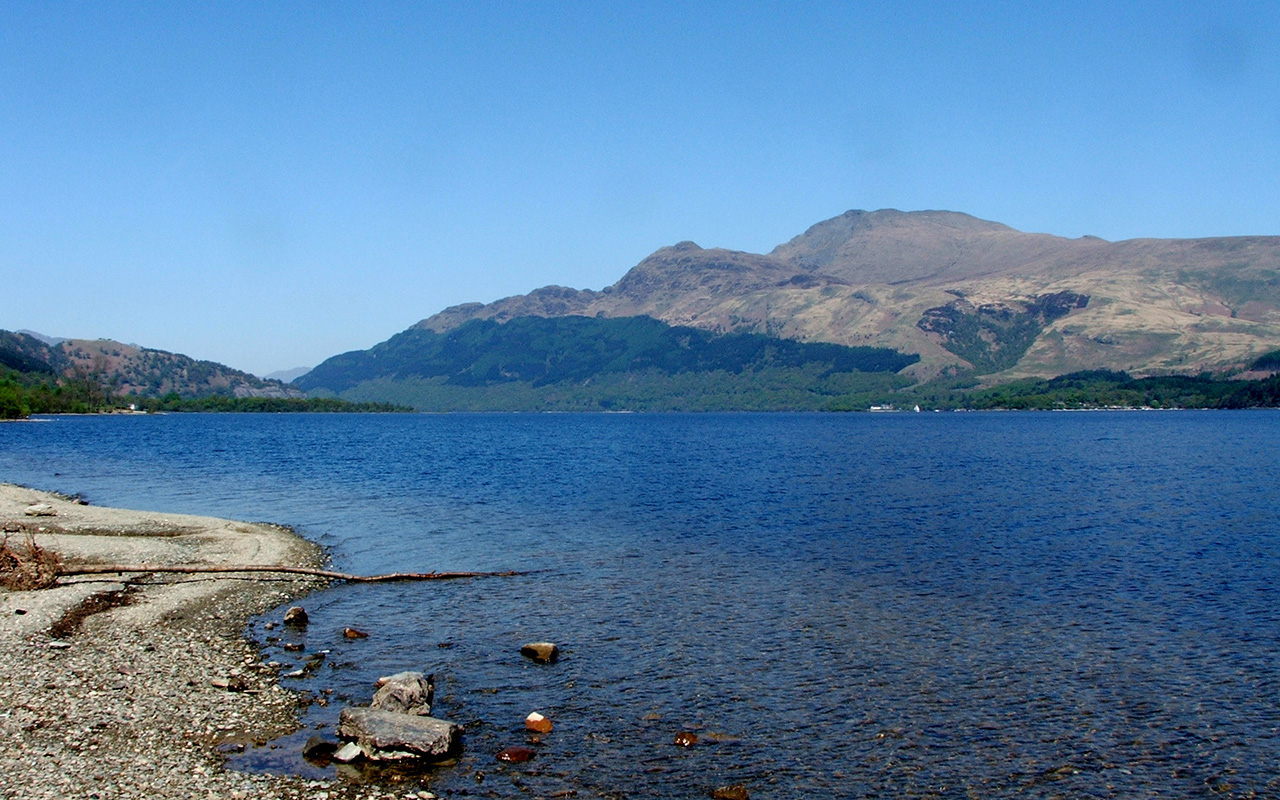
Il Loch Lomond con il Ben Lomond sullo sfondo

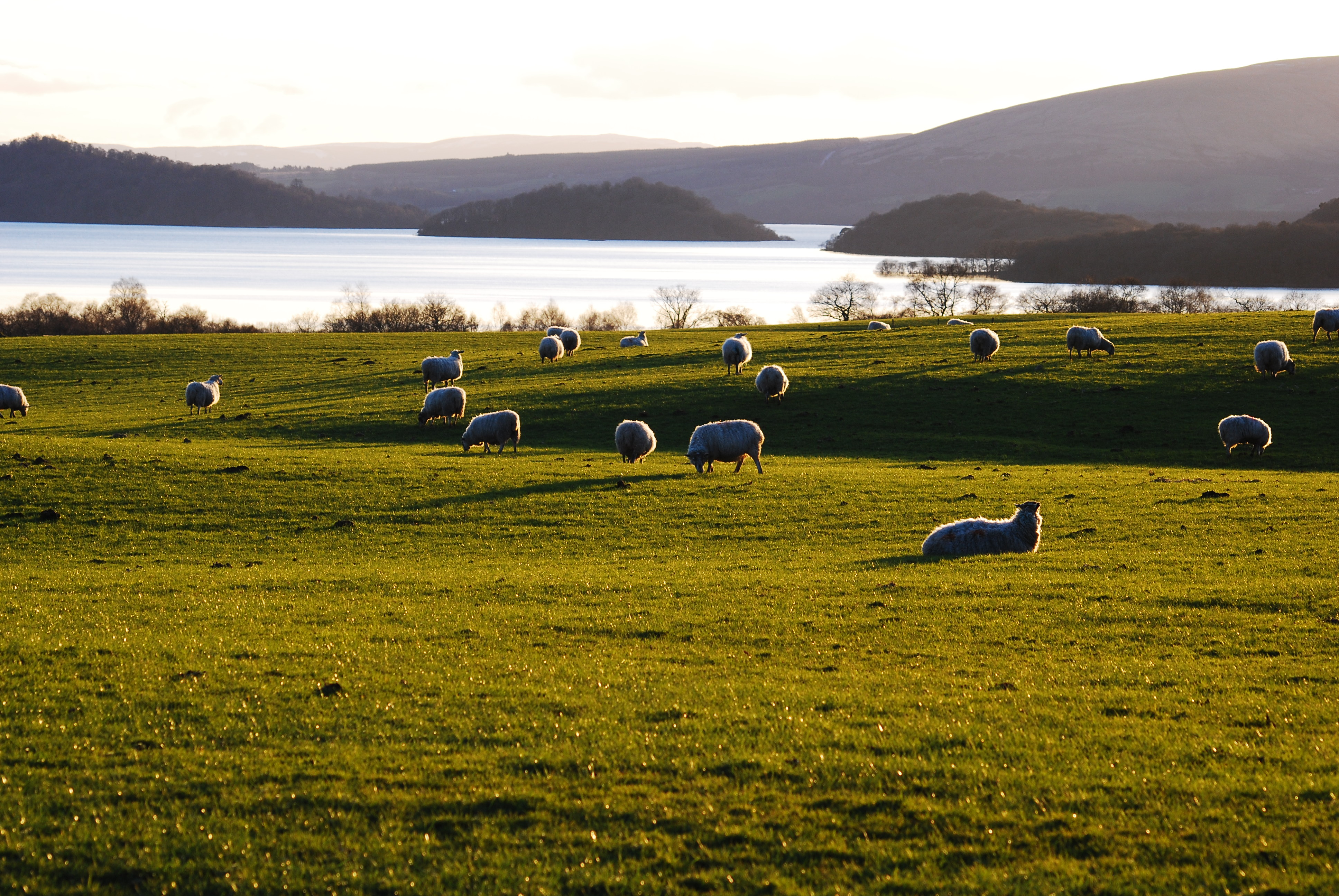
Il Loch Lomond al tramonto

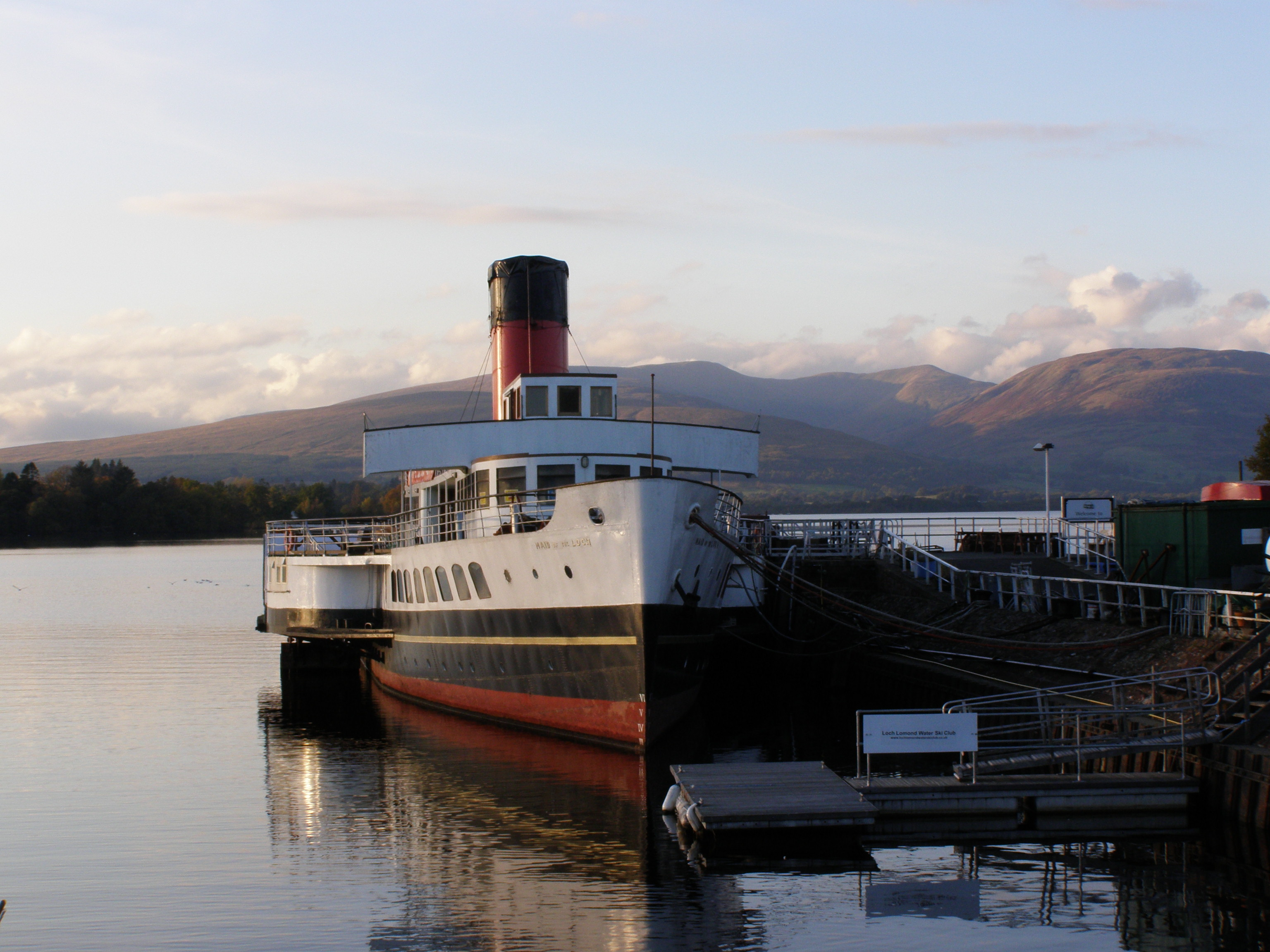
Traghetto attraccato in una località del Loch Lomond

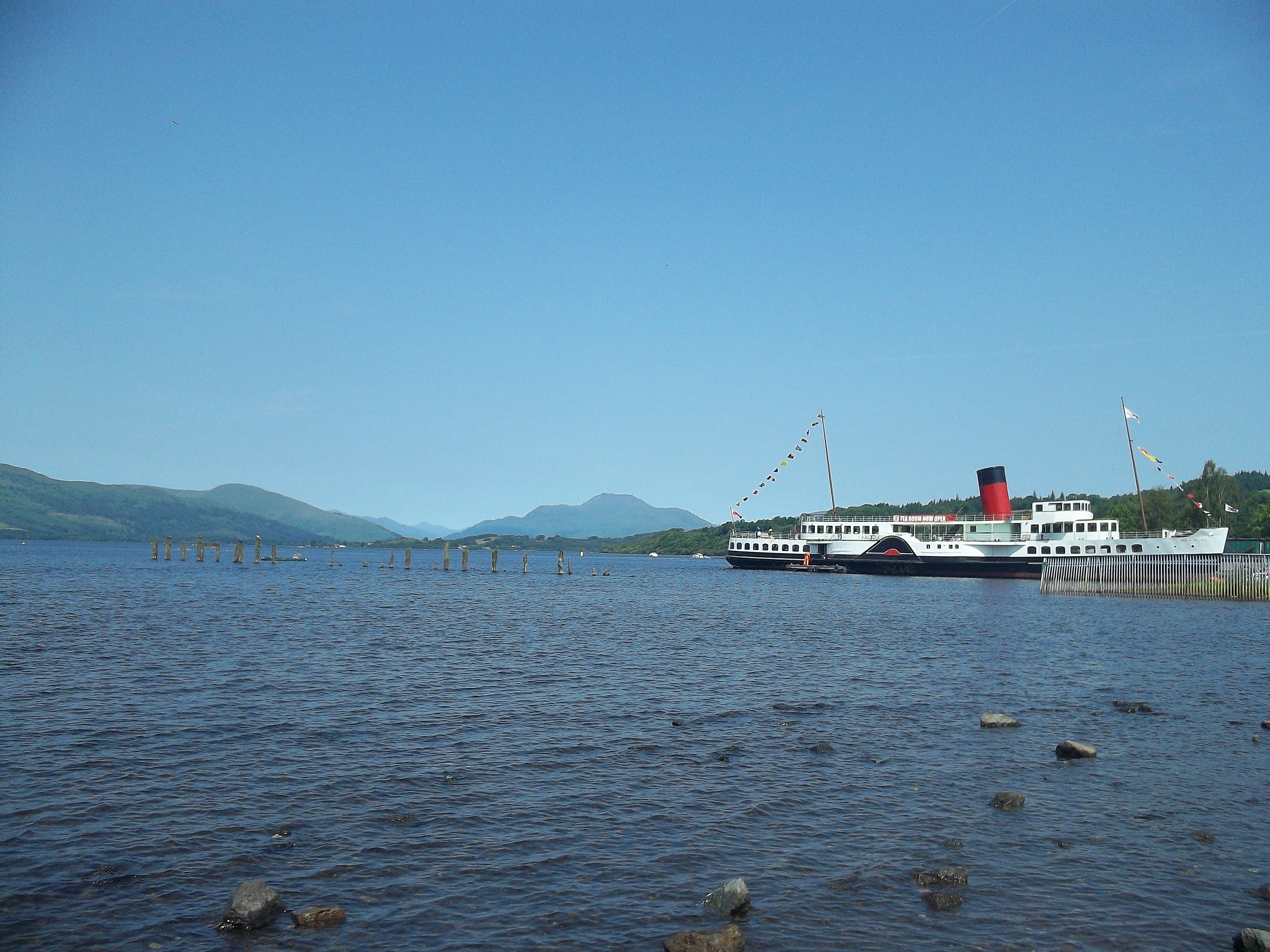
Panorama di Loch Lomond con vista del traghetto attraccato al molo

Il Loch Lomond (pronuncia: /ˌlɒχ ˈloʊmənd/; in gaelico scozzese: Loch Laomainn; 69,6 km²) è il più grande lago della Gran Bretagna e si trova nelle Lowlands, nella Scozia meridionale, e più precisamente tra le contee di Stirling, Argyll e Bute e West Dunbartonshire. La sua sponda orientale fa parte del Queen Elizabeth Forest Park.

## Geografia
Le località principali del lago sono Inveruglas, Tarbet e Luss sulla sponda occidentale, Balloch sulla meridionale, Ardlui e Balmaha su quella orientale.
I suoi immissari sono l'Endrick, il Fruin Water e il Falloch. Unico emissario è invece il Leven.

### Collocazione
Il Loch Lomond si trova nella parte nord-occidentale delle Lowlands, ai confini con le Highlands: si estende lungo la West Highland Way ed è situato ai piedi della catena montuosa e vallata delle Trossachs, ad ovest del Ben Lomond e del Ben Uird, nonché ad ovest della città di Stirling e a circa 23 km a nord-ovest di Glasgow.

### Dimensioni
Il Loch Lomond ha una lunghezza di circa 35 – 40 km ed una larghezza media di 8 km.

### Isole principali
Il numero delle sue isole varia, a seconda dell'altezza delle acque, fra 30 e 60. La più grande è Inchmurrin.
Le isole principali del Loch Lomond sono:
- Aber Inch
- Bucinch
- Ceardach
- Clainrish
- Creinch
- Eilean à Bhuth
- Ellanderroch
- Fraoch Eilean
- Inchcailloch
- Inchconnachan
- Inchcruin
- Inchfad
- Inchgalbraith
- Inchlonaig
- Inchmoan
- Inchmurrin
- Inchtavannach
- Inveruglas
- Keppinch
- Isole Ross
- Tarbet Isle
- Torrinch
- Isola di Wallace

## Storia
La zona è abitata sin dall'Età della Pietra (3500 a.C.): la prima popolazione del luogo fu quella dei Caledoni, in seguito cacciati verso nord dai Romani.
Nel 1236, la zona subì le invasioni da parte dei Vichinghi guidati da re Hákon di Norvegia, che devastarono le località lungo il lago.

## Il Loch Lomond in musica

### La canzone di "Loch Lomond"
Al lago è stata dedicata la canzone  The Bonnie Banks O' Loch Lomond  o semplicemente Loch Lomond, composta nel 1745 da Donald McDonald, un soldato giacobita che stava facendo ritorno a casa morente. Il ritornello della canzone recita:
Oh, ye'll tak' the high road, and I'll tak' the low road, 

And I'll be in Scotland afore ye; 

But me and my true love will never meet again

On the bonnie, bonnie banks o' Loch Lomond. 

### Altro
- Si svolge nel Loch Lomond il quarto atto dell'opera di Giuseppe Verdi Aroldo o Stiffelio